# 施羅德峰
施羅德峰（英語：Schroeder Peak）是南極洲的山峰，位於奧次地，處於科佩雷山西北面6公里，屬於科巴姆山脈的一部分，海拔高度2,230米，美國地質調查局根據測量和美國海軍拍攝的空中照片繪入地圖，現時由南極條約體系管理。